# Пикабиа, Франсис
Франси́с Пикабиа́ (фр. Francisco Maria Martinez Picabia della Torre; полное имя Франсиско Мария Мартинес Пикабиа делла Торре; 22 января 1879, Париж — 30 ноября 1953, Париж) — французский художник-авангардист, график и писатель-публицист, театральный режиссёр, сценарист, актёр, дипломат.
Франсис Пикабиа получил известность как эксцентричный художник, не подчиняющийся никаким политическим или стилистическим догмам. Он оказал большое влияние на современное искусство, в частности, на дадаизм и сюрреализм.

## Жизнь и творчество
Франсиско Мария Мартинес Пикабиа делла Торре, называемый Франсис Пикабиа (в написании иногда — Пикабия), родился в Париже от матери-француженки и отца-испанца. Отец Франсиса Пикабиа сначала работал на Кубе в сахарной промышленности, а потом состоял на дипломатической службе в посольстве Кубы во Франции. Именно в Париже он и познакомился с будущей матерью Франсиса. Его мать Мари Сесиль Даван, принадлежала к состоятельной парижской буржуазии. Она умерла, когда будущему художнику и поэту было пять (по другим сведениям — семь) лет.
Франсис Пикабиа отличался гибким, общительным характером и крайне изменчивым, холерическим темпераментом. Резкие перемены состояния и творческого тонуса временами срывались в затяжные депрессии или приступы неврастенических вспышек гнева, проявлявшихся, как правило, в семейной обстановке. В течение всей своей жизни Пикабиа множество раз менял свой творческий стиль, а также личные и эстетические пристрастия. Пожалуй, в этом отношении он может быть признан едва ли не рекордсменом. Если по порядку пересчитать все трансформации его стиля, направления, манеры письма и даже идеологии, получится никак не менее семи, (а то и десяти) резких поворотов. Пожалуй, в этом отношении Франсис Пикабиа превосходит даже своего более знаменитого современника и приятеля, Пабло Пикассо.
Когда ему исполнилось шестнадцать лет, отец втайне от сына предложил один из его пейзажей жюри парижского «Салона французских художников». К удивлению семьи и самого юного живописца картина была принята и даже отмечена. Это побудило Пикабиа серьёзно заняться живописью.
В 1895-1896 годах Франсис Пикабиа брал уроки в парижской Школе декоративных искусств у Эмбера и Кормона и в первом своём стиле писал добротные, типично французские пейзажи, как бы продолжающие в импрессионистическую сторону известные работы Камиля Коро. После 1899 года Пикабиа начал выставляться в Салоне Независимых и как импрессионист вскоре приобрёл себе некоторое имя в парижских художественных кругах. Впрочем, импрессионизм Франсиса Пикабиа продолжался недолго. Уже в 1902 году, после путешествия в Испанию, его художественные интересы начали постепенно смещаться в сторону красочного и вызывающе яркого («испанского») стиля фовистов.
Определяющее влияние на дальнейшее развитие личности и творчества Франсиса Пикабиа оказало его знакомство в 1910 году с Марселем Дюшаном. От фовизма на сравнительно краткое время до войны с Германией он переходит сначала к кубизму, и геометрической абстракции. Самая известная картина Пикабиа этого времени — «Танцовщица в атлантическом круизе» (1913 год) — является документом не только абстрактного стиля Пикабиа, но и его длительного (более трёх лет) отъезда в Нью-Йорк. Пикабиа в своей жизни вообще имел обыкновение покидать место, где идёт война. Свои новые картины в абстрактном кубистическом стиле он выставляет на выставке «Армори шоу» (Нью-Йорк, 1913), это приносит ему очередную известность. Однако и на этом достижении Пикабиа не останавливается. В 1915-1917 годах, все три года своей жизни в Нью-Йорке он тесно общается с художниками-авангардистами и вместе с Дюшаном возглавляет нью-йоркскую секцию движения дадаистов. Но спустя всего два года он ещё раз парадоксальным образом меняет свой стиль. На сей раз, отказавшись от геометрической абстракции, Франсис Пикабиа не выбирает уже существующий стиль или направление. Он создаёт целый цикл самобытных художественных композиций, которые стали самыми узнаваемыми и «фирменными» для его личного стиля в живописи. Условно эти картины можно назвать «механическими» или «антропоморфными чертежами». Раскрашивая копии технических чертежей и добавляя в них неожиданные, часто яркие и бессмысленные детали, Пикабиа придавал им парадоксальные черты человеческих форм. Таковы, например, его самые знаменитые работы: «Парад любви» (1917), «Дочь, рождённая без матери» (1917), «Дитя-карбюратор» (1919). Яркие «механоморфные» рисунки Франсиса Пикабиа полны провокации, дадаистского эпатажа и сарказма, они демонстрируют одновременно бессмысленность и силу человеческого восприятия, способного вживить реальные образы в любую, самую абстрактную или абсурдную форму. Именно эти работы Пикабиа, как кажется, наиболее близки и соответствуют его творческой индивидуальности, которая парадоксально-прямым образом проявлялась и в его жизни, и в его творчестве.
Крайне свободный и независимый по духу человек, близкий по характеру и чертам своей личности Гийому Аполлинеру и Марселю Дюшану, забавно проследить, как сначала Франсис Пикабиа открыто враждовал и противостоял, а потом поддерживал и даже возглавил движение «Дада» в ходе своих специально предпринятых «пропагандистских» путешествий в Нью-Йорк, Барселону и Цюрих. Таким же образом развивалось и его творчество. Его дадаистские статьи признаны разрушительными и блестящими, авангардистский альманах «391», который он основал в Нью-Йорке, и который затем издавал в Цюрихе и Париже до 1924 года (кроме того, в 1920 году Пикабиа редактировал ещё более радикальный журнал «Cannibale»), а также его абстрактные полотна до Первой мировой войны и «механоморфные» рисунки, напоминающие какие-то странные чертежи будущего, стали не только узнаваемыми, но и знаковыми в истории искусства начала XX века.
После дадаистского этапа, где он, наряду с Тристаном Тцара, являлся одним из признанных лидеров, (1914—1920) Франсис Пикабиа в 1921 году сделал очередной резкий поворот и присоединился к прямым противникам (и одновременно последователям) дада — сюрреалистам. Регулярно его одолевают депрессии, от которых он вынужден лечиться какодилатовыми таблетками (его очень забавляет это слово), также глубоко проникнувшими в его творчество парижского периода. В это время Пикабиа оставляет свой «механический» стиль, несколько лет не пишет маслом, переходит в основном на приёмы коллажа и сюрреалистического объекта. Такова его «Соломенная шляпа» (1921), «Какодилатный глаз» (1922) и «Женщина со спичками» (1923). В этот период одним из наивысших достижений Франсиса Пикабия является, как ни странно, не чистая живопись, а балет и кинофильм «Relache» («Антракт» или «Спектакль отменяется»), сделанный совместно с ярким авангардным композитором Эриком Сати и начинающим молодым кинорежиссёром Рене Клером…
Примерно с 1927 года в творчестве Пикабиа начинается стиль «прозрачных картин», в которых он откровенно экспериментирует и ищет различные способы искажения перспективы. Сопоставляя разноразмерные лица, фигуры и предметы, он переплетает их в линейных пространственных наложениях, пытаясь добиться эффекта обмана зрения или игры стереоскопических плоскостных перемещений. В этих картинах крупные прозрачные силуэты, составленные из линий, могут накладываться на мелкий и подробно написанный пейзаж, создавая эффект особого «пространственного сюрреализма», не встречающегося более ни у кого из художников-сюрреалистов. К этому стилю относятся картины «Он и его тень» (1928), «Сфинкс» (1929) и «Медея» (1929).Сюрреалистический период Франсиса Пикабиа начинает постепенно угасать и сходит на «нет» к началу 30-х годов. Однако и на этом его стилистические метаморфозы не заканчиваются.
К середине 1930-х от прозрачных образов Пикабиа переходит к жёстким, брутальным картинам в стиле любительского псевдоклассицизма.  То ли пародируя, то ли воспроизводя манеру художников-графоманов, Пикабиа переходит к стилистике почти откровенного китча. Он создаёт десятки картин в жанре «ню», аллегории, портреты и даже классические библейской сцены, имеющие нарочито нелепый вид поделки или антиискусства. В это время он особенно много работает на заказ. Франсис Пикабиа по характеру и образу своей жизни всегда был ярко выраженным жуиром и бонвиваном. Любитель красивой жизни и удовольствий, во все времена рекламируемых в туристических проспектах (красивые женщины, гоночные машины, частные яхты, виллы на побережье, солнечные пляжи и.т.д.…), Пикабиа после своего «критического пятидесятилетия» закончил тем, что начал откровенно зарабатывать деньги и переводить своё громкое имя в «кэш». В последний период жизни он перешёл к условной и почти гламурной живописи, служившей немедленной коммерческой выгоде, но совершенно лишённой мощи и оригинальности, присущих его таланту в молодые годы.
Шесть лет войны с Германией Пикабиа пережил в нейтральной Швейцарии. После окончания немецкой оккупации, в 1945 году вернулся в Париж, в последние годы жизни довольно тесно общался с экзистенциалистами. Именно они впоследствии заново открыли его поэтические сочинения и статьи по теории искусства 1910-х годов, на время забытые. После войны жил в родительском доме, работал в мастерской деда Альфонса. Испытывая серьёзные финансовые затруднения, он не мог приобретать новые холсты и по нескольку раз переписывал одну и ту же картину.
Умер 30 ноября 1953 года в Париже (в доме 82 по улице Маленьких полей, rue des Petits-Champs), похоронен на кладбище Монмартр.

## «Представление отменяется»
Пожалуй, наивысшей точкой жизни и деятельности Франсиса Пикабиа, в котором соединились практически все направления его творчества, можно считать дадаистский балет «Relâche» на музыку Эрика Сати, премьера которого состоялась 4 декабря 1924 года, в «Театре Елисейских полей». Здесь Пикабиа проявил себя и как художник-постановщик, и художник по костюмам, и как писатель, автор либретто балета и сценария киноленты, и как актёр (сыгравший две роли в фильме), и как выдающийся организатор процесса театрального производства, а также как лидер дадаистов и сюрреалистов (и умелый интриган), привлекший лучшие силы для участия в спектакле и вовремя «обезвредивший» большинство врагов. Центральное место в создании нового спектакля принадлежало Эрику Сати, эксцентричному и вечно новаторскому композитору, который в свои 58 лет безусловно мог дать фору любому из молодых. Пикабиа и Сати, оба чрезвычайно живые художники со сложным характером, тем не менее смогли активно сотрудничать и создали произведение, до сих пор стоящее особняком в истории балета.
Как и многое в жизни Франсиса Пикабиа, его отношения с Эриком Сати развивались по ярко выраженной «зигзагообразной» траектории. В 1919 году, когда Пикабиа жил ещё в Цюрихе и не был погружён в конфликты и склоки парижских художественных течений, художник включил (неверно написанное) имя «Erick Satye» в свою картину под названием «Движение Дада», предназначавшуюся для иллюстрации журнала Тристана Тцара. Спустя полгода, уже в Париже, вместе с Андре Бретоном и его хулиганствующими сюрреалистами, Пикабиа уже вовсю воюет против «группировки Жана Кокто». Одно из своих дада-стихотворений 1920 года он называет так: «Орик Сати колол орех Кокто» (Auric Satie à la noix de Cocteau). В тексте своего стихотворения он весьма ядовито иронизировал по поводу «Эрика Сати, который решил, что его „Меблировочная музыка“ способна дать ему место по вечерам в высшем свете» (журнал «Дадафон», 1919, № 7).
Впрочем, чуждый всякому упрямству и догматизму, Пикабиа уже через несколько месяцев, не колеблясь, сменил свой курс на противоположный. Он отправил Сати письмо, исполненное симпатии, надписав на обложке одного из своих журналов дарственную «Erik est Satierik». Спустя полгода Сати публикует в альманахе Пикабиа «391» два слегка скабрёзных афоризма, которые появляются громадными буквами на первой странице журнала. Однако уже в начале 1922, во время очередной «войны» сюрреалистов Бретона против дадаистов Тцара, Сати и Пикабиа вновь оказываются в противоположных лагерях. Но уже годом позднее Сати возобновляет прерванные отношения с художником, на этот раз уже по поводу сотрудничества в создании нового балета, пока ещё не носящего название «Relâche» или «Спектакль отменяется».
Этот балет стал высшей точкой сотрудничества Сати и Пикабиа. Поначалу этот спектакль был заказан (осенью 1923 года) директором «Шведского балета» в Париже Рольфом де Маре Эрику Сати на сценарий поэта Блеза Сандрара с декорациями художника Пикабиа. В своей начальной версии балет не носил такого провокационного названия. В сценарии Сандрара балет назывался куда более скромно: «После обеда» («Après Dîner»). Однако буквально через три-четыре месяца Франсис Пикабиа со свойственной ему непринуждённостью вытеснил Сандрара (слишком не вовремя уехавшего в Бразилию) из проекта, переписал сценарий, (по словам Сати, «добавив к нему всего несколько строк») и сам сделался полноправным автором и одновременно художником-постановщиком гораздо более радикального дадаистского спектакля.
- Небольшое пояснение. Само по себе слово, поставленное в качестве названия балета Пикабия-Сати не имеет точного аналога в русском языке. Нужно отметить особо, что само по себе название балета «Relâche» (или «Спектакль отменяется») — представляет собой абсолютно привычное и обыденное для парижан слово, которое чаще всего крупным шрифтом пишется на табличке и вывешивается на дверях театра в те дни, когда спектакль по какой-то причине отменяется или не может состояться. Отчасти «релаш» противоположен похожему на него слову «аншлаг». Произнесённое кратко и громко: "рела́ш ! " — представляет собой нечто повелительное, и сопровождающееся резким движением руки, что отдалённо может напоминать русское «шаба́ш!» или «обло́м!», однако, не имеющего строгой привязки именно к театру. По меткому выражению Сати, это название заранее обеспечило спектаклю грандиозный успех, потому что «мы можем быть совершенно уверены, что сможем видеть его в афише по крайней мере один раз в неделю, и в любом театре, а летом — во всех театрах сразу»!.. Таким образом, дав спектаклю концептуальное название «Представление отменяется», Франсис Пикабиа задумал ярко авангардное тотальное зрелище, в котором заранее содержался главный принцип дадаизма — игра в абсурд и отсутствие открытого смысла.

Франсис Пикабиа. Макет сцены балета «Relâche» (осень 1924 года)

Так или иначе, но уже к концу апреля 1924 года бывший балет «После обеда» на либретто Блеза Сандрара окончательно превратился в «Спектакль отменяется». Пикабиа задумал провокативное представление, в котором «в единую бессмыслицу» соединялись бы многие искусства: театр, балет, музыка, скульптура, живопись и даже кино — «Relâche» включал в себя две проекции фильма на экран, одну в начале спектакля (Пролог), а другую — в перерыве (Антракт). Кинолента именно под таким названием «Антракт» с участием множества знаменитых художников дадаистов и сюрреалистов, главного балетмейстера «Шведского балета», а также самих Эрика Сати и Франсиса Пикабиа был снят начинающим тогда кинорежиссёром Рене Клером, сделал громкое имя своему автору и (уже отдельно от спектакля «Relâche») прочно вошёл в золотой фонд киноискусства XX века.
Франсис Пикабия создал для своего спектакля также совершенно дадаистскую и футуристическую сценографию, и одновременно активно внедрился в процесс балетного и композиторского творчества, что соответствовало его намерению создать тотальный авторский продукт, пронизанный снизу доверху идеей дада. Например, часть номеров балета идёт в полной тишине и артисты танцуют, совершенно не поддерживаемые музыкой. В другие моменты, наоборот, музыка звучит при полном отсутствии хореографии. Эрик Сати с полной готовностью поддерживал все эти гримасы автора, тем более что они были полностью созвучными и его ранним замыслам. В обычной театральной программке, сопровождавшей премьеру «Relâche» в «Шведском балете», можно было прочитать следующие слова, принадлежащие Пикабиа и Сати: 

Когда люди освободятся от скверной привычки всё на свете объяснять? «Спектакль отменяется» — это непрерывный балет, имеющий своей целью самую претенциозную абсурдность, перенесённую в театр: «жизнь такая, какой я её люблю, жизнь без завтра, жизнь только сейчас, всё сегодня, всё для сегодня, ничего для вчера и ничего для завтра». (анонс «Шведского балета», «Relâche», ноябрь 1924 года)
Пикабиа, человек крайне сексуально раскованный в жизни, и во время создания «Relâche» постоянно провоцировал Сати на разного рода «сублимации». В результате балет оказался полон самых «неприличных» движений и сцен. В частности, Сати, очень способный тонко настраиваться на такого рода аллюзии, во время работы над партитурой утверждал, что сочинил для «Relâche» «порнографическую» музыку. По-видимому, это ему удалось, и в самой прямой форме. Жанр своего произведения Сати так и обозначил, как «обсценный балет». И реакция на его выходки была соответствующей. Один из самых терпимых к экспериментам критиков, Поль Судей в рецензии на балет писал об этом мягче остальных: 

«Музыка мсье Сати состоит из самых приевшихся и навязших в зубах популярных мотивчиков, воспроизведённых с относительно небольшими изменениями, скорее не как балетная музыка, а чистый пример применения приёмов классического дансинг-холла».
 Сам Сати, отбирая для своего балета наиболее пошлые и неприличные парижские песенки, говорил об этом куда более определённо: «услышав знакомый мотивчик, в памяти публики сразу же должны непроизвольно всплывать и самые неприличные слова, которые на него поются». В разных номерах балета («Выход женщины», «Музыка», «Мужчины раздеваются», «Танец с тачкой») оркестровка нарочито прозрачна и ясна, а пошлые мотивчики искажаются ровно настолько, чтобы остаться легко узнаваемыми. «Конструкция музыки Эрика Сати, — писала впоследствии вторая жена Пикабиа, Жермен Эверлинг, — постоянно обволакивала и поясняла мысль художника».

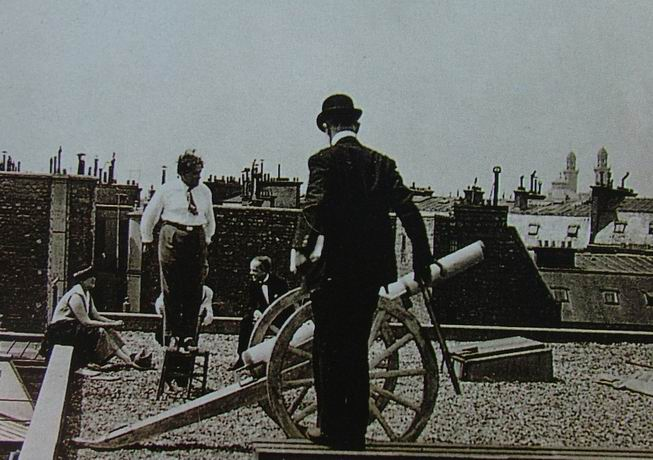
Сати, Пикабиа и Бьорлен на съёмках пролога фильма «Relâche» (ноябрь 1924 года)

Тотальность идеи отмены спектакля «Relâche» получила и своё прямое воплощение за пределами сцены. Премьера балета была назначена на 27 ноября 1924 года. Однако в тот момент, когда в «Театре Елисейских Полей» уже собралась изысканная публика и весь парижский бомонд, был объявлен решительный «релаш» и спектакль… отменили. В качестве причины отмены назвали дурную погоду и нежелание Жана Бьорлена танцевать «в том самочувствии, в котором он находился». Публика была искренне возмущена выходкой авторов спектакля. Многие серьёзно утверждали, что никакой «Relâche» — реально не существует и это просто мошеннический розыгрыш с целью саморекламы двух известных любителей скаламбурить, Сати и Пикабиа. Однако «Отмена спектакля» всё же состоялась неделей позднее, 4 декабря 1924 года.
Единение двух главных авторов балета действительно было впечатляющим. Сати, в течение всей своей жизни постоянно склонный к конфликтам и обидчивый, не имел во время работы над «Relâche» никаких трений с Пикабиа. Пожалуй, это и создало эффект прорыва для самого Франсиса Пикабиа, который ни впоследствии, ни ранее в своей жизни и творчестве не имел подобного прецедента. Балет «Relâche» — это последнее произведение Эрика Сати. Он работал над партитурой уже будучи смертельно больным, а спустя всего два месяца после премьеры окончательно слёг в монастырскую больницу Сен-Жак, откуда уже не вышел. Эрик Сати скончался 1 июля 1925 года. Франсис Пикабиа тяжело пережил его смерть и более чем на год впал в очередную тяжёлую депрессию, от которой, как можно судить по всей его последующей жизни и творчеству, уже не оправился.
За время работы над балетом «Relâche» Пикабиа нарисовал и просто набросал на бумаге многочисленные портреты Эрика Сати «в своём механическом стиле», а также публиковал различные тексты о композиторе, где, в частности, утверждал, что «наши потомки натянут на себя его музыку как перчатку». Красноречивый и наивный символ их единения, двухминутный кинематографический Пролог балета показывает Сати и Пикабиа, лично заряжающих пушку и наводящих её на зрителей. А во второй части фильма «Антракт» Пикабиа даже нарисовал свои собственные инициалы вместе с инициалами композитора (FP — ES) внутри выразительного сердечка на похоронных дрогах с телом застреленного им балетмейстера, Жана Бьорлена. Эта милая, типично дадаистская шутка, увы, не оказалась добрым предзнаменованием, по крайней мере для Эрика Сати. Спустя буквально полгода похоронные дроги приехали и за ним.

## Живописные произведения
- Paysage (1898)
- Espagnole (1902)
- F. Picabia by F. Picabia (1903)
- Rivière (1905)
- Bords de l’eau à Poissy (ок.1906-1907)
- Jeune fille (1912)
- Danseuse étoile sur un transatlantique (1913)
- La ville de New York aperçue à travers le corps (1913)
- Parade Amoureuse (1917)
- Abstrait Lausanne (ок. 1918)
- Balance (ок.1919)
- Guillaume Apollinaire in 1913 (ок. 1920—1930)
- Broderie (1922)
- Junelle (ок. 1921—1922)
- L’aile (ок. 1922)
- Autoritratto (ок. 1923)
- Lever de soleil (1924)
- Idylle (1924—1927)
- Cyclope (ок. 1924—1926)
- Le femme au chien (1924—1926)
- Les seins (ок. 1924—1927)
- Carnaval (ок. 1924—1927)
- Les acrobates (Gymnastique banale) (1925)
- La femme de l’amour (ок. 1927—1928)
- Corrida Transparence (ок. 1927—1930)
- Barcelone (ок. 1927—1928)
- Têtes-Paysage (1928)[14]
- Senza titolo (ок. 1928—1929)
- Villica-caja (1929)
- Hera (ок. 1929)
- Ridens (ок. 1929)
- Lodola (1930—1931)
- Adam et Ève (ок. 1931)
- Mélibée (ок. 1931)
- Ève (1934)
- Vierge à l’enfant (ок. 1933—1935)
- Les lavandières (ок. 1935)
- Portrait of Woman (ок. 1935)
- Visage de femme (1936)
- Cocolo (ок. 1936—1938)
- Paysage provençal (ок. 1937—1938)
- Natura Morta (1937—1938)
- Composition abstraite (1937)
- Viareggio (1938)
- Autoritratto (ок. 1940)
- Nu de dos. Fond mer. (1940)
- Montparnasse (1940—1941)
- Deux Nus(ок.1941)
- Jeune fille aux fleurs (ок. 1941—1942)
- Les calanques (1942—1944)
- Nu de dos (1942—1944)
- Nude (1942)
- La danseuse de french-cancan (ок. 1942—1943)
- Deux femmes aux pavots (1942—1944)
- L'élègante (ок.1942-1943)
- En faveur de la critique (1945)
- Suzanne (ок. 1945)
- Composition abstraite (1945—1959)
- Autoritratto (1946)
- Bonheur de l’aveuglement (1947)
- Le brave (1947)
- Elle danse (1948)
- Coloque (1949)
- L’encerclement (1950)
- Petit soleil (1950)
- Mardi (1951)
- Jeudi (1951)
- Tableau vivant (1951)

## Галерея

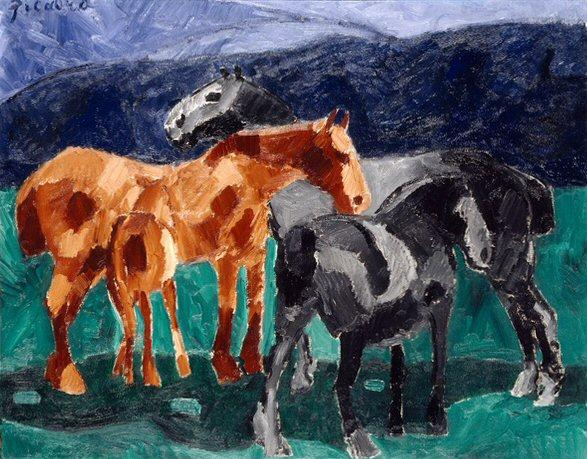
Лошади, 1911, Государственный музей современного искусства
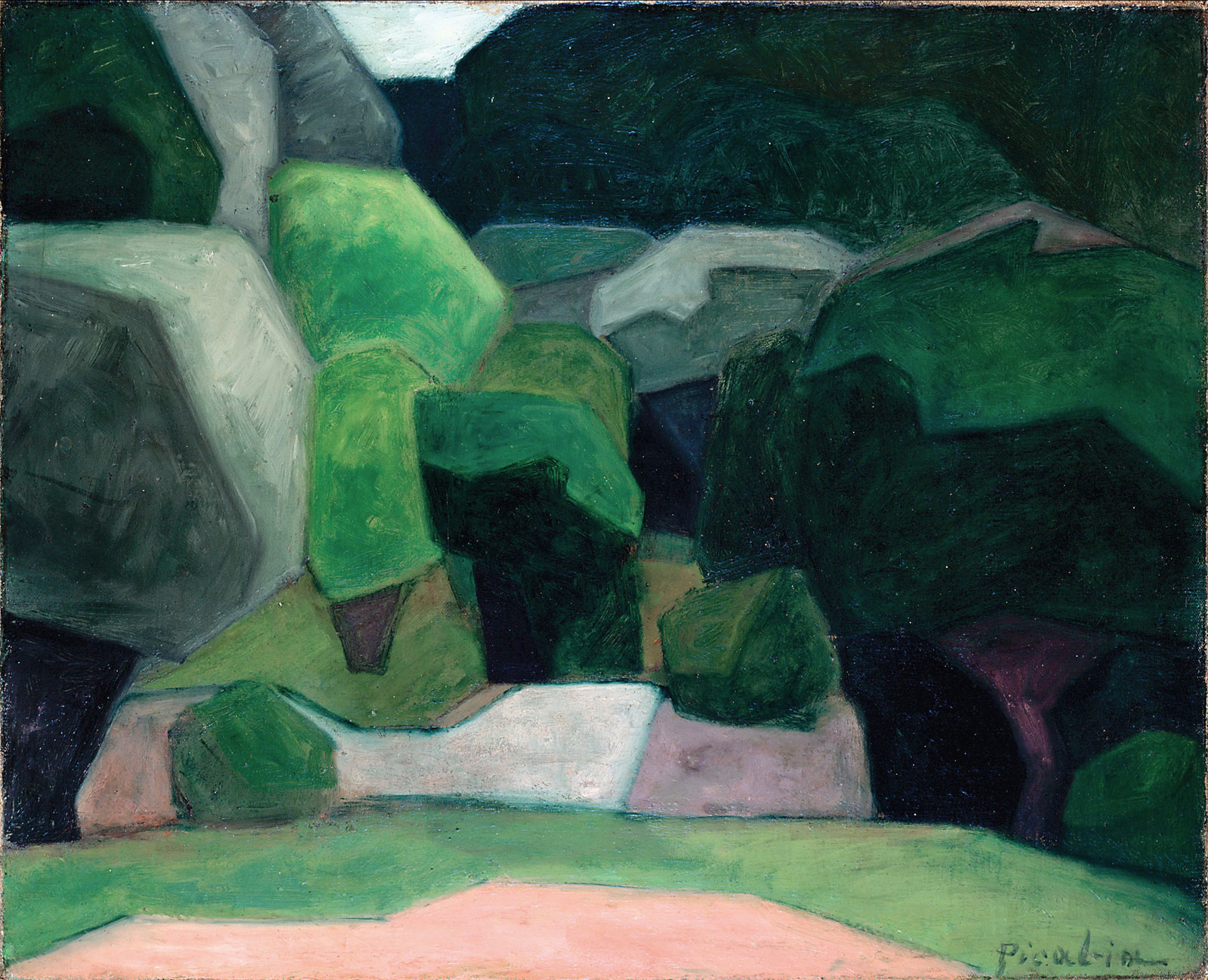
Пейзаж в Кассисе, 1911-12, частное собрание
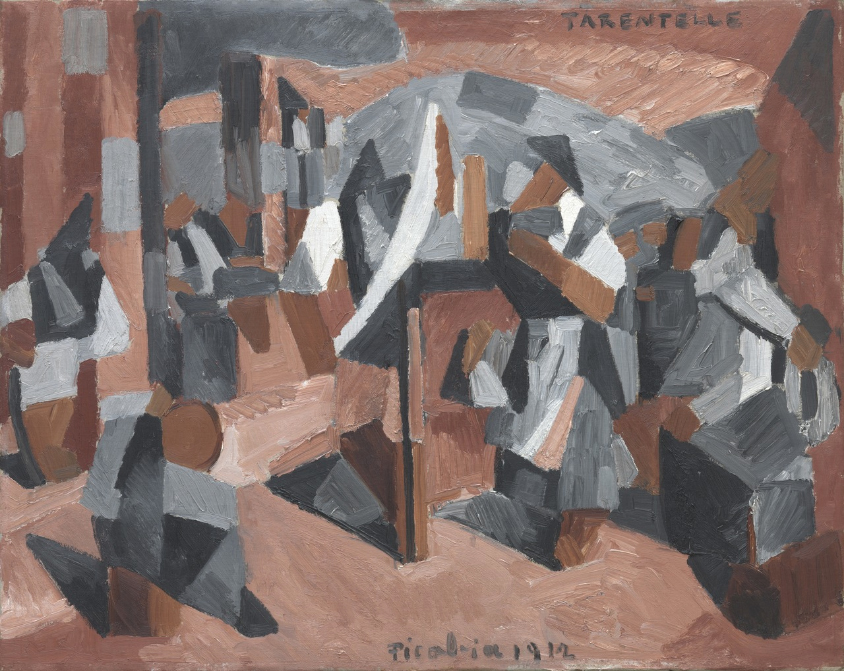
Тарантелла, 1912, Музей современного искусства
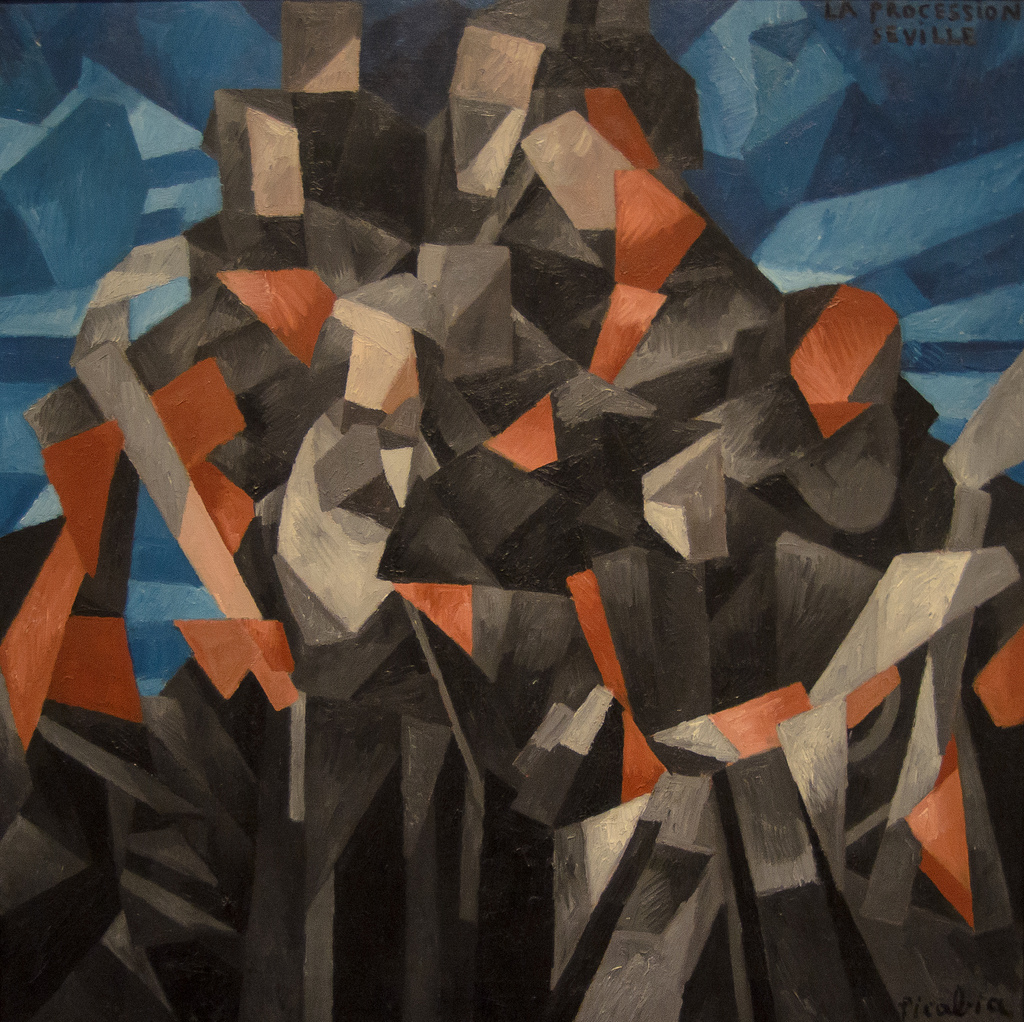
Процессия в Севилье, 1912, Национальная галерея искусства
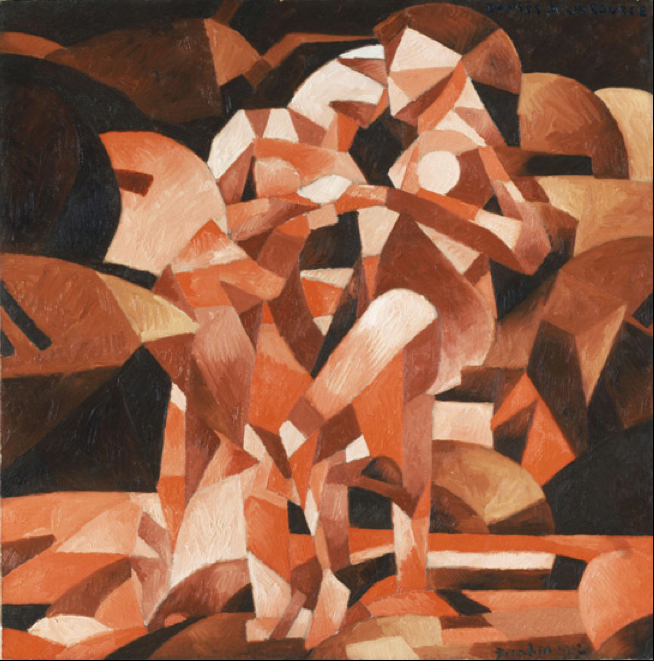
Весенний танец, 1912, Художественный музей Филадельфии
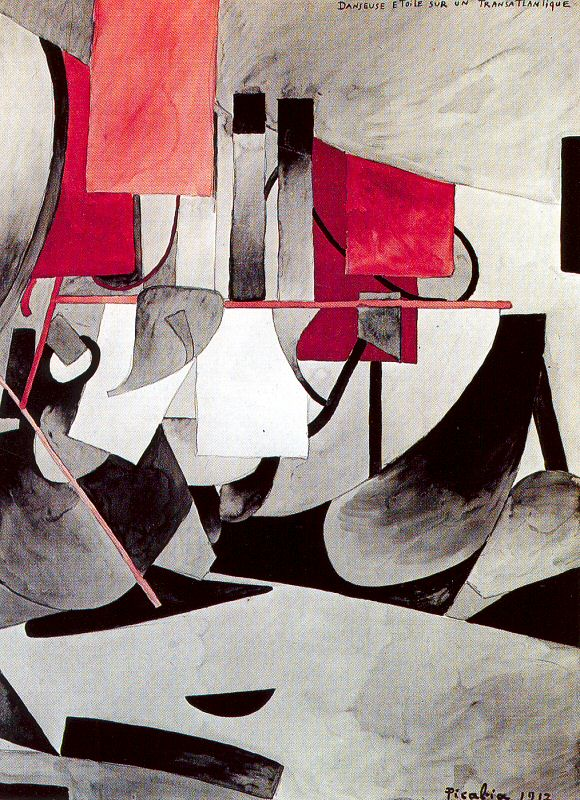
Звёздная танцовщица на трансатлантическом пароходе, 1913
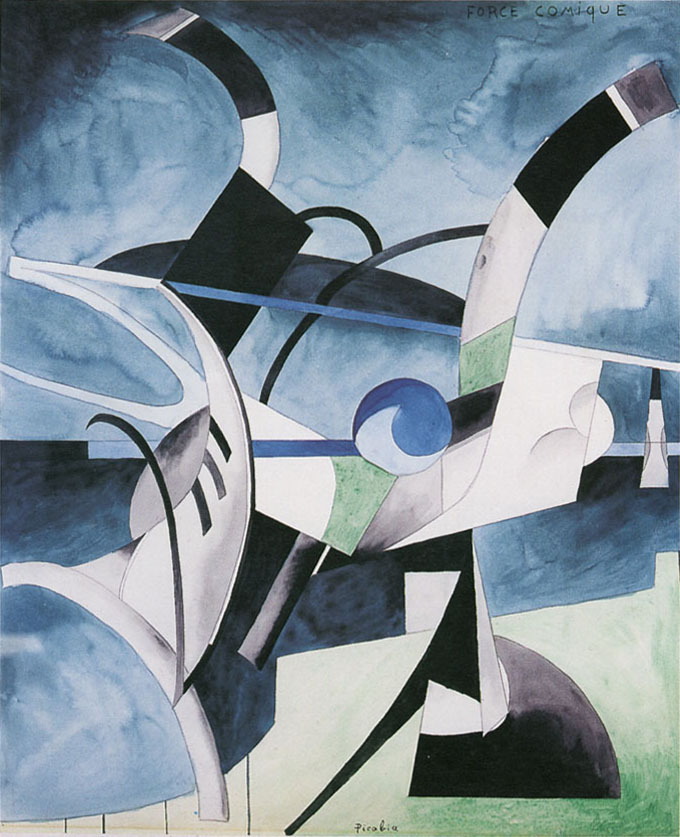
Комическая сила, 1913-14

## Сочинения об искусстве
- Ecrits critiques. — Paris: Mémoire du livre, 2005.

## Публикации на русском языке
- Поэзия французского сюрреализма. — СПб: Амфора, 2003. — C. 191—200.
- Пикабиа Ф. Караван-сарай: Роман 1924 года / Пер. с франц., вступ. ст., коммент., примеч. и хроника С. Дубина. М.: Гилея, 2016.